# (12084) Unno
(12084) Unno est un astéroïde de la ceinture principale.

## Description
(12084) Unno est un astéroïde de la ceinture principale. Il fut découvert le 22 mars 1998 à Geisei par Tsutomu Seki. Il présente une orbite caractérisée par un demi-grand axe de 2,58 UA, une excentricité de 0,09 et une inclinaison de 13,4° par rapport à l'écliptique.

## Compléments